# Episodi di Hawaii Squadra Cinque Zero (quinta stagione)
La quinta stagione della serie televisiva Hawaii Squadra Cinque Zero venne trasmessa in prima visione negli Stati Uniti da CBS dal 12 settembre 1972 al 13 marzo 1973.
| nº | Titolo originale                                 | Titolo italiano                                    | Prima TV USA      | Prima TV Italia |
| -- | ------------------------------------------------ | -------------------------------------------------- | ----------------- | --------------- |
| 1  | Death Is a Company Policy                        | Assicurazione sulla morte                          | 12 settembre 1972 |                 |
| 2  | Death Wish on Tantalus Mountain                  | Agguato al Tantalus                                | 19 settembre 1972 |                 |
| 3  | You Don't Have to Kill to Get Rich, But It Helps | Non si uccide per diventare ricchi, ma può aiutare | 26 settembre 1972 |                 |
| 4  | Pig in a Blanket                                 | Un maiale nella bara                               | 3 ottobre 1972    |                 |
| 5  | The Jinn Who Clears the Way                      | Il ragazzo giusto                                  | 10 ottobre 1972   |                 |
| 6  | Fools Die Twice                                  | Gli sciocchi muoiono due volte                     | 17 ottobre 1972   |                 |
| 7  | Chain of Events                                  | Eventi a catena                                    | 24 ottobre 1972   |                 |
| 8  | Journey Out of Limbo                             | Viaggio fuori dal limbo                            | 31 ottobre 1972   |                 |
| 9  | "V" for Vashon: The Son                          | V per Vashon: il figlio                            | 14 novembre 1972  |                 |
| 10 | "V" for Vashon: The Father                       | V per Vashon: il padre                             | 21 novembre 1972  |                 |
| 11 | "V" for Vashon: The Patriarch                    | V per Vashon: il patriarca                         | 28 novembre 1972  |                 |
| 12 | The Clock Struck Twelve                          | Tribunale, ore 12                                  | 5 dicembre 1972   |                 |
| 13 | I'm a Family Crook... Don't Shoot!               | Truffa di famiglia, non sparate!                   | 19 dicembre 1972  |                 |
| 14 | The Child Stealers                               | Il prezzo della libertà                            | 2 gennaio 1973    |                 |
| 15 | Thanks for the Honeymoon                         | Grazie della luna di miele                         | 9 gennaio 1973    |                 |
| 16 | The Listener                                     | Lo spione                                          | 16 gennaio 1973   |                 |
| 17 | Here Today...Gone Tonight                        | Alibi di ferro per un colpevole                    | 23 gennaio 1973   |                 |
| 18 | The Odd Lot Caper                                | Un piano imperfetto                                | 30 gennaio 1973   |                 |
| 19 | Will the Real Mr. Winkler Please Die?            | Una spia in trappola                               | 6 febbraio 1973   |                 |
| 20 | Little Girl Blue                                 | La piccola Debbie                                  | 13 febbraio 1973  |                 |
| 21 | Percentage                                       | L'ultima partita                                   | 20 febbraio 1973  |                 |
| 22 | Engaged to Be Buried                             | Il fidanzato sbagliato                             | 27 febbraio 1973  |                 |
| 23 | The Diamond That Nobody Stole                    | Pellicola Top Secret                               | 6 marzo 1973      |                 |
| 24 | Jury of One                                      | Giuria ferita                                      | 13 marzo 1973     |                 |